# Mimetes stokoei
Mimetes stokoei är en tvåhjärtbladig växtart som beskrevs av Phillips & Hutchinson. Mimetes stokoei ingår i släktet Mimetes och familjen Proteaceae. Inga underarter finns listade i Catalogue of Life.